# جاي بي شتيرن
جاي بي شتيرن (بالألمانية: Joseph Peter Stern)‏ هو أستاذ جامعي ألماني، ولد في 25 ديسمبر 1920 في براغ في التشيك، وتوفي في 18 نوفمبر 1991 في كامبريدج في المملكة المتحدة.